# Verónica María Ravenna
Verónica María Ravenna (* 19. Februar 1998 in Buenos Aires) ist eine kanadisch-argentinische Rennrodlerin, die für den argentinischen Verband startet.
Verónica Ravenna zog mit ihrer Familie im Alter von sechs Jahren nach Vancouver in Kanada. Sie besuchte die Whistler Secondary School. Dort begann sie im Februar 2009 im Alter von elf Jahren mit dem Rennrodeln im Whistler Sliding Centre, nachdem sie während eines Schulausflugs den Rodelsport kennen gelernt hatte. 2014 stand sie knapp vor der Aufnahme in den kanadischen Juniorenkader, als eine Klavikulafraktur diesen Schritt verhinderte. Sie lebt in Whistler.

## Von den Juniorinnen nach Olympia
2014 gewann Ravenna bei den kanadischen Juniorenmeisterschaften die Bronzemedaille und wurde Provinzmeisterin von British Columbia.
Ende 2014 erhielt Ravenna eine Einladung des argentinischen Verbandes, für diesen ab 2015 im Junioren-Weltcup zu starten. Ravenna folgte der Einladung und startete im Januar 2015 erstmals in Oberhof in ein internationales Rennen, belegte auf Anhieb den sechsten Platz und verwies dabei mehr als ein Dutzend später namhafter Fahrerinnen auf Plätze hinter sich. Nach einem schwächeren Rennen in Igls als 25. verpasste Ravenna in Winterberg als Viertplatzierte nur um einen Rang ihre erste Podiumsplatzierung. In der Gesamtwertung wurde sie bei nur drei gefahrenen Rennen mit 126 Punkten 15.

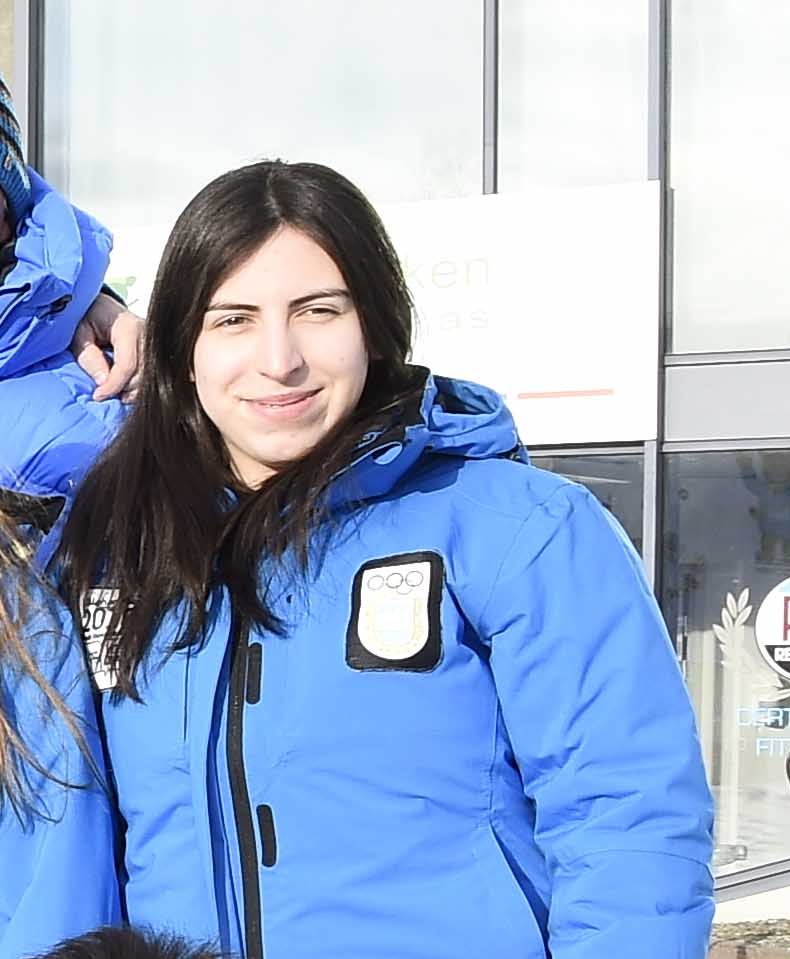
Ravenna bei den Olympischen Jugendspielen 2016

2015/16 startete Ravenna regelmäßig im Junioren-Weltcup, erreichte bei fünf Saisonrennen aber nur in Sigulda als Fünfte und in Altenberg als Achte einstellige Resultate. Zum Karrierehöhepunkt bis dato wurde die Teilnahme an den Olympischen Jugend-Winterspielen in Lillehammer. Mit ihren siebten Rang erreichte sie eines der besten Resultate in Argentiniens olympischen Wintersportgeschichte.
Die Saison 2016/17 begann sie in Calgary mit nennenswerten Ergebnissen im Junioren-Weltcup. Bei den beiden Rennen wurde sie Fünfte und Siebte. Für die Rennen mit der Teamstaffel ergänzte sie Leon Felderer sowie das Doppel Ivan Nagler & Fabian Malleier aus Italien. Das erste der beiden Rennen konnten sie in der Zusammensetzung gewinnen, beim zweiten Rennen verpassten sie als Vierte ein weiteres Podest. In der Woche vor Weihnachten 2016 debütierte Ravenna in Park City im Weltcup bei den Frauen. Als Zehnte des Nationencup-Rennens qualifizierte sie sich für das Hauptrennen und konnte in diesem 16. werden. Damit verpasste sie nur um einen Rang in ihrem ersten Rennen schon die erste Qualifikation für ein Sprintrennen der besten 15. Es waren zugleich die Amerika-Pazifikmeisterschaften 2016, in deren Rahmen Ravenna den siebten Platz belegte. Bei den Weltmeisterschaften 2017 in Igls kam sie auf den 23. Platz; im Rahmen der U-23-Wertung wurde sie Zehnte. Nach der Saison war sie 13. der Gesamtwertung des Juniorenweltcups, 31. in der Wertung des Nationencups und mit 45 Punkten 35. der Weltcup-Gesamtwertung.

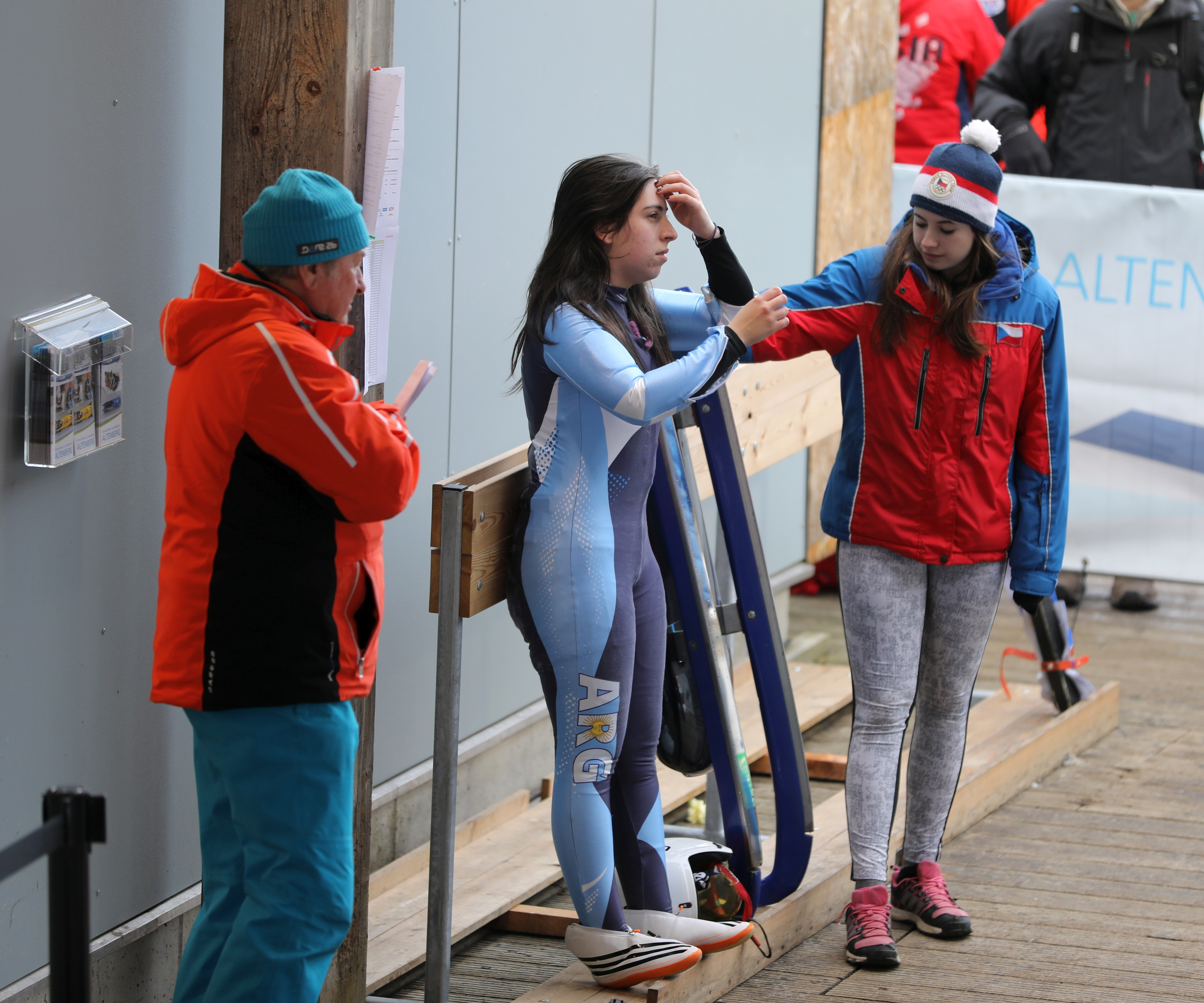
Ravenna (Mitte) im Ziel nach dem zweiten Lauf bei den Juniorenweltmeisterschaften 2018

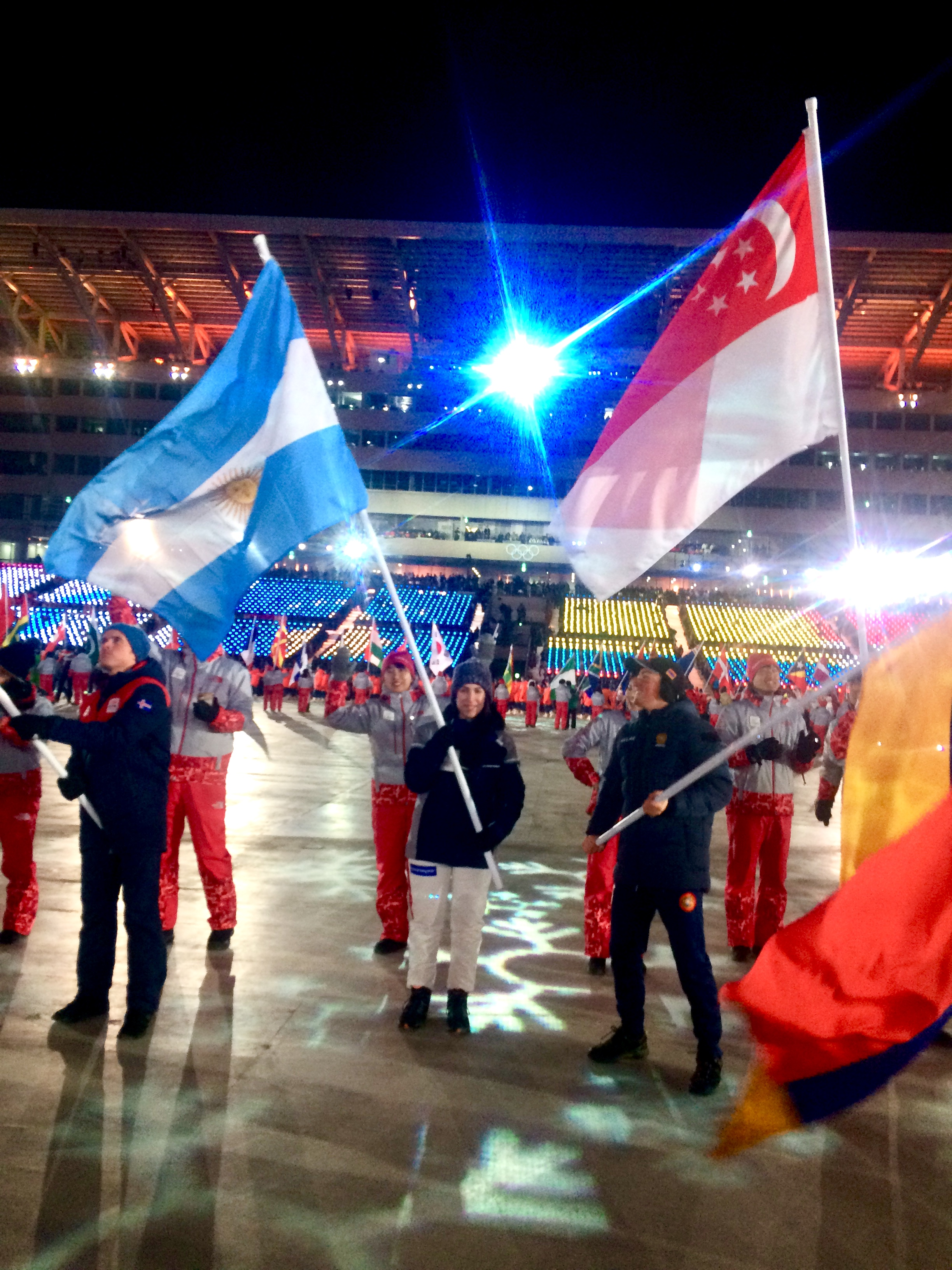
Ravenna als Fahnenträgerin bei der Schlussfeier der Olympischen Winterspiele 2018

Auch in der nächsten Saison startete Ravenna zunächst im Rahmen des Weltcups 2017/18. Mit Platz 35 in Winterberg und 22 in Calgary scheiterte sie jedoch bei der Qualifikation über die Nationencups. Die Rennen in Calgary waren zugleich die Amerika-Pazifikmeisterschaften 2017, hier kam Ravenna auf den achten Platz. Auch bei den Rennen im Junioren-Weltcup im Anschluss waren die Resultate verglichen mit früheren Ergebnissen dürftig: Rang 10 in Igls und 20 in Winterberg. Auch der 25. Rang bei den Juniorenweltmeisterschaften 2018 in Altenberg war kein gutes Ergebnis, doch ließ sie damit immerhin 23 andere Starterinnen hinter sich, die zum zweiten Lauf nicht mehr antreten durften, bei dem Ravenna vom 23. Platz auf den 25. Platz zurückfiel und im zweiten Lauf Letzte wurde. Als letzte Nachrückerin konnte Ravenna sich für die Olympischen Winterspiele 2018 von Pyeongchang qualifizieren. In Südkorea lag sie nach dem ersten Lauf als 22. noch auf einem aussichtsreichen Platz, um sich als 20. auch für den finalen vierten Lauf qualifizieren zu können. Als 26. des zweiten und 24. des dritten Laufs kam sie am Ende auf den 24. Gesamtrang. Bei der Abschlussfeier war sie Fahnenträgerin Argentiniens.

## Bei den Seniorinnen
Seit der Saison 2018/19 tritt Ravenna ausschließlich bei den Frauen im Leistungsbereich an. Zum Auftakt der Saison verpasste sie als 36. im Nationencup noch das Hauptrennen. Es war das einzige Mal, dass sie es in dieser Saison nicht erreichen konnte. Einzig bei den Rennen nach Neujahr am Königssee sowie zum Saisonfinale in Sotschi, bei denen sie nicht antrat, war sie auch immer bei den Weltcuprennen am Start. Ihr bestes Ergebnis in der Serie war ein achter Platz in Whistler. In der Gesamtwertung des Nationencups wurde sie mit 199 Punkten Elfte. In Whistler und Lake Placid fuhr sie im Weltcup auf die Plätze 25., In Calgary, Sigulda und Oberhof 22. Ihr bestes Ergebnis erreichte Ravenna als 17. in Altenberg. Mit 115 Punkten wurde sie 24. der Gesamtwertung. In Lake Placid fanden gleichzeitig die Amerika-Pazifikmeisterschaften 2018 statt, in deren Rahmen sie Achte wurde. Bei den Weltmeisterschaften 2019 verpasste sie als 24. den zweiten Lauf der besten 20.

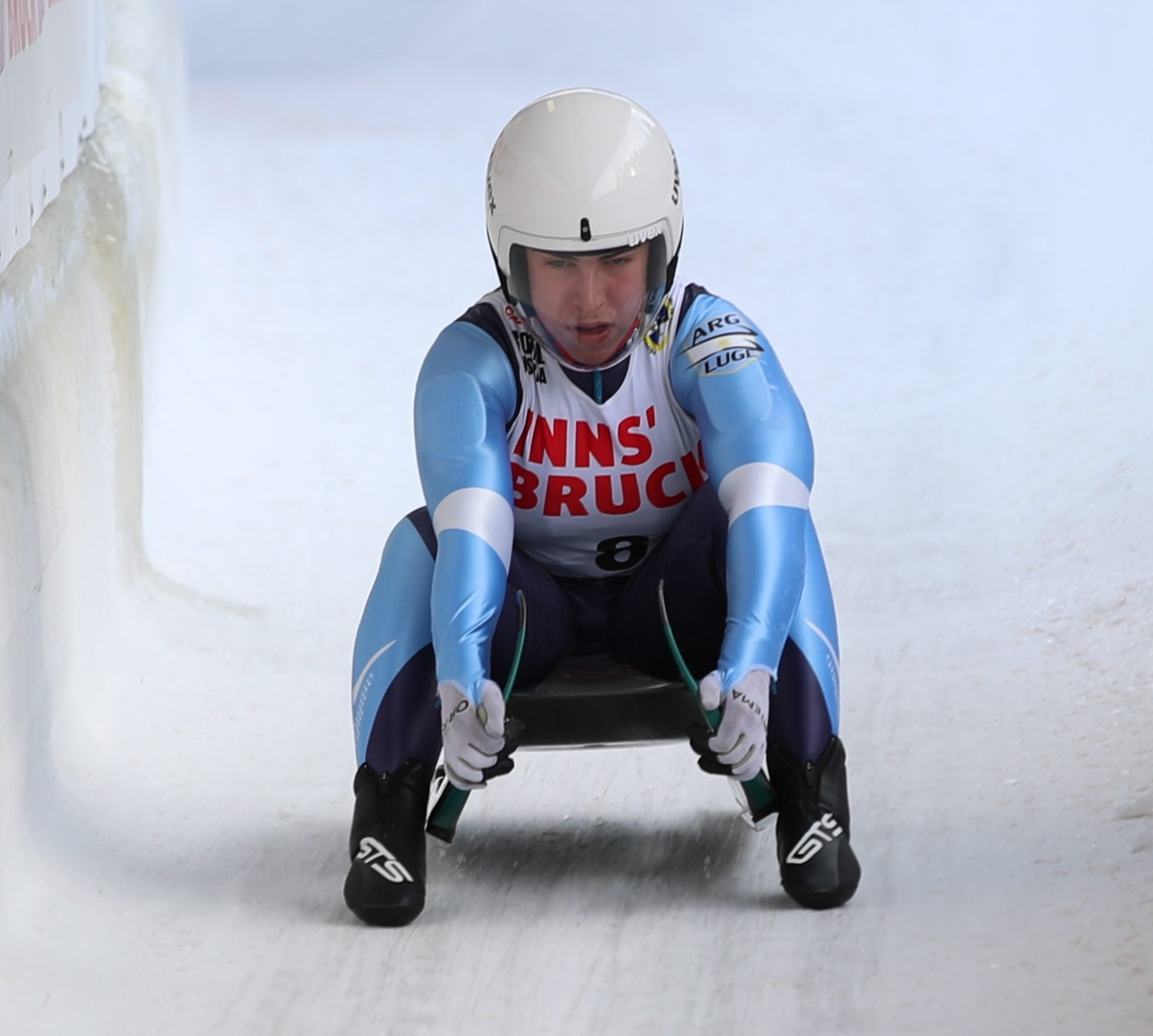
Ravenna im Ziel des Nationencuprennens in Igls im November 2019

In der Saison 2019/20 konnte Ravenna das Niveau des Vorjahres in etwa halten. Seit dieser Saison trainiert sie mit dem deutschen Team und wird von den deutschen Trainern gecoacht. Erneut verpasste sie zum Saisonauftakt in Igls als 20. des Nationencups das Hauptrennen, welches sie auf der folgenden Weltcupstation im heimischen Whistler als 13. des Nationencups erreichen konnte um im Hauptrennen 21. zu werden. Es waren zugleich die Amerika-Pazifikmeisterschaften 2019, hier fuhr Ravenna einmal mehr auf Platz acht. Bestes Saisonergebnis wurde ein 18. Platz in Lillehammer. Mit 110 Punkten kam sie gemeinsam mit Olena Smaha aus der Ukraine auf den geteilten 29. Rang in der Weltcup-Gesamtwertung.
Im Verlaufe des Jahres 2020 wechselte Ravenna ihre Trainingsgruppe und trainierte in der Folge beim Bob- und Schlittenverband für Deutschland. Zum Auftakt in die durch die COVID-19-Pandemie eingeschränkte Saison 2020/21 startete Ravenna in Igls wieder im Weltcup. Als 15. des Nationencups gelang ihr eine recht sichere Qualifikation für das Weltcup-Rennen, in dem sie in etwa dieses Niveau halten konnte und 25. wurde. Auch weiteren Verlauf der Saison gelang Ravenna zunächst über den Nationencup konstant die Qualifikation für die Weltcuprennen, am Königssee verpasste sie dieser aufgrund einer Disqualifikation, für die abschließenden Weltcup-Stationen Igls II und St. Moritz–Celerina reichte die Leistungen im Nationencup nicht für eine Qualifikation. Mit Platz 18 gelang ihr in Winterberg das beste Saisonergebnis im Weltcup. Die Weltmeisterschaften 2021 am Königssee verliefen mit Platz 26 in der klassischen Disziplin enttäuschend, eine Qualifikation für das Sprintrennen verpasste sie knapp. Mit 128 Punkten belegte sie Platz 28 in der Gesamtweltcupwertung.

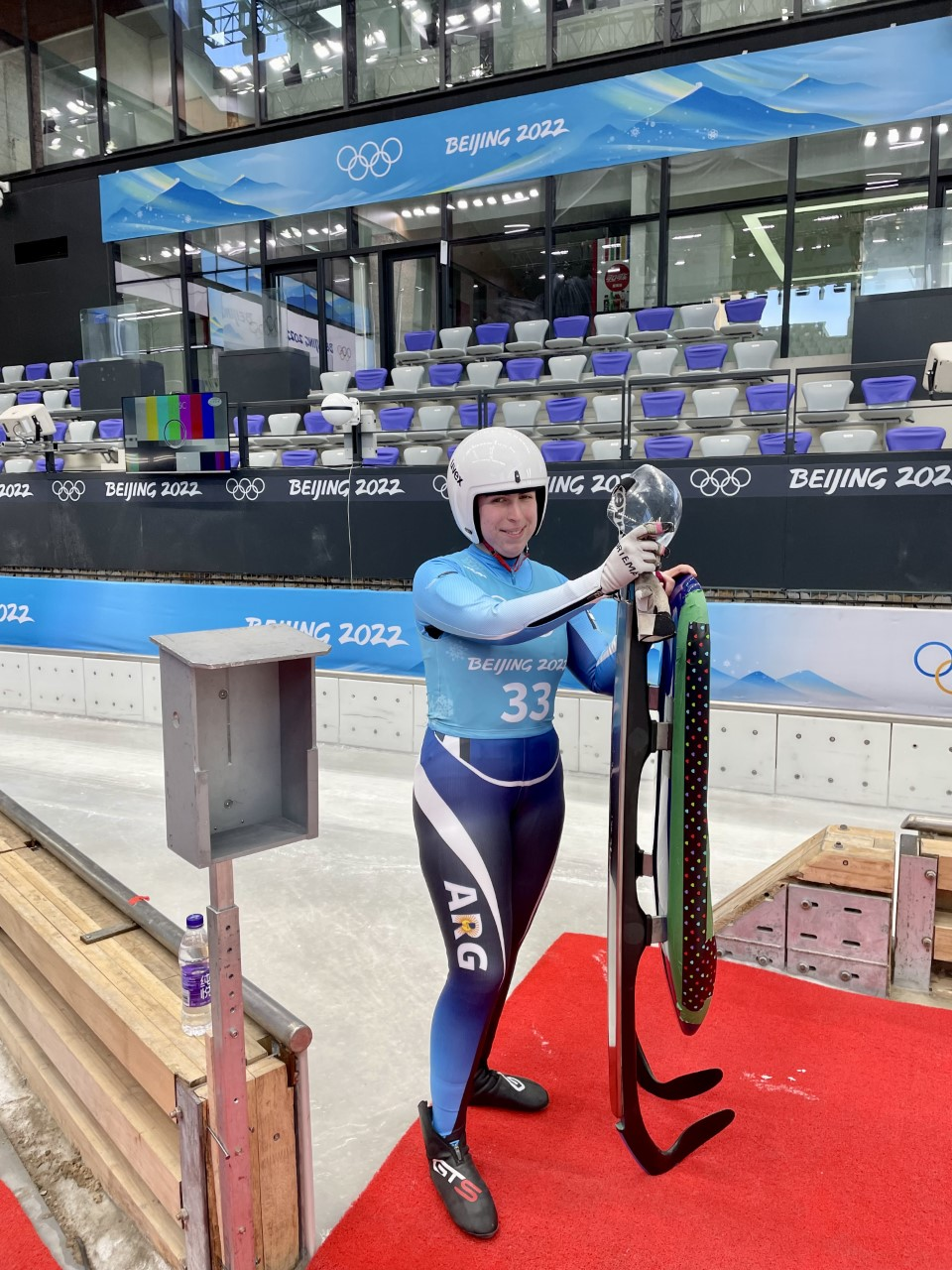
Ravenna bei den Olympischen Spielen 2022